# Mus cookii
Mus cookii је врста глодара из породице мишева (лат. Muridae).

## Распрострањење
Врста је присутна у Бангладешу, Бутану, Вијетнаму, Индији, Кини, Лаосу, Мјанмару, Непалу и Тајланду.

## Станиште
Врста Mus cookii има станиште на копну.

## Угроженост
Ова врста није угрожена, и наведена је као последња брига јер има широко распрострањење.

### Популациони тренд
Популација ове врсте је стабилна, судећи по доступним подацима.